# Zastava M90
Zastava M90 je jurišna puška kalibra 5.56 mm koju je razvila i proizvodila srpska vojna industrija Zastava Oružje iz Kragujevca.

## Karakteristike
Automatska puška koristi streljivo kalibra 5.56×45mm NATO koje se nalazi u okvirima kapaciteta 30 metaka. Radi na pozajmnicu plinova, zrakom je hlađena te ima promjenjivi mod paljbe. M90 se od drugih derivata Kalašnjikova može razlikovati prema dizajnu drvenog kundaka te prepoznatljivim STANAG okvirima.

## Inačice
Postoje tri inačice Zastave M90:
- Zastava M90: standardna inačica s fiksnim drvenim kundakom (postoje automatska puška i puškomitraljez).
- Zastava M90A: inačica sa sklopivim metalnim kundakom (postoje automatska puška i puškomitraljez).
- Zastava M85: karabinska inačica Zastave M90.

## Tehničke karakteristike
| Model                      | M90 / M90A (aut. puška) | M90 / M90A (puškomit.) | M85 (karabin) |
| -------------------------- | ----------------------- | ---------------------- | ------------- |
| Dužina (mm)                | 785 / 985               | 765 / 1.025            | 760           |
| Dužina cijevi (mm)         | 460                     | 542                    | 254           |
| Težina (kg)                | 4,9                     | 5                      | 3,5           |
| Brzina (m/sek.)            | 915                     | 950                    | 750           |
| Brzina gađanja (met./min.) | 600                     | 600                    | 600           |
| Max. domet (m)             | 300                     | 400                    | 200           |

## Vidjeti također
- Zastava M85

## Vanjske poveznice
- Službena stranica Zastave Arms
- En.valka.cz